# Grottes de Luray
Les grottes de Luray (Luray Caverns) sont des grottes ouvertes au public situées à l'ouest de Luray, comté de Page en Virginie, aux États-Unis et qui attirent les visiteurs depuis leur découverte en 1878.

## Description et tourisme de luray
Le réseau souterrain est orné de spéléothèmes (colonnes, coulées stalagmitiques, stalactites, stalagmites, travertins, miroirs, etc.).
Les grottes sont équipées d'un lithophone The Great Stalacpipe Organ ou des marteaux mus par des bobines viennent frapper des stalactites de diverses tailles pour produire des sons semblables à ceux des xylophones, des diapasons ou des cloches.